# Grubleren
"Grubleren" (fransk: Le Penseur) er en bronze- og marmorskulptur skabt af Auguste Rodin. Den kaldes også "Tænkeren".
Rodins første udgave af "Grubleren" er fra 1902, og står på Musée Rodin i Paris. Der findes flere 'originaler' som den på Glyptoteket i København. Ud over dem, findes "Grubleren" i talrige afstøbninger, store og små. Skulpturen forestiller en siddende nøgen mand i dyb meditation. Deraf navnet "Grubleren" (eller "Tænkeren").

## Baggrund
Skulpturen var tænkt som en del af et langt større arbejde, som Rodin udførte til et kunstmuseum i Paris. Det skulle være en monumental dør til museet og hed "Helvedes Port" efter Dantes Helvede i Den Guddommelige Komedie ("her lades alt håb ude"). "Grubleren" skulle sidde lige over døren, der var smykket med mange andre af Rodins kunstværker.

## Originalerne
En oversigt over 'originaludgaver' af "Grubleren" af Auguste Rodin efter geografisk placering. Listen er formodentlig ikke komplet.

### Asien
- Japan
  - Kyotos Nationale Museum
  - Nationalmuseum for vestlig kunst i Tokyo
  - Shizuoka-præfekturets kunstmuseum i Shizuoka
- Taiwan
  - Tsing-Hua Nationaluniversitet i Hsinchu
  - Asia University i Taichung
- Singapore
  - Sentosa

### Europa
- Belgien
  - Kirkegården i Laeken ved Bruxelles
- Danmark
  - Ny Carlsberg Glyptotek i København
- Tyskland
  - Kunsthalle Bielefeld
- Frankrig
  - Musée Rodin i Paris (den allerførste)
  - Meudon (Rodins gravsted)
  - Saint-Paul de Vence
- Sverige
  - Waldemarsudde i Stockholm
- Rusland
  - Pusjkinmuseet i Moskva

### Nordamerika
- USA
  - Baltimore Museum of Art i Maryland
  - Cleveland Museum of Art (denne udgave er svært beskadiget ved hærværk begået i 1970)
  - Columbia University i New York
  - Detroit Institute of Arts, Michigan
  - Nelson-Atkins Museum of Art i Kansas City, Missouri
  - University of Louisville i Louisville, Kentucky
  - Rodin Museum i Philadelphia, Pennsylvania
  - California Palace of the Legion of Honor i San Francisco, Californien
  - Stanford University i Stanford, Californien
  - Trinity University i San Antonio, Texas
  - Norton Simon Museum i Pasadena, Californien

### Sydamerika
- Argentina
  - Buenos Aires